# Belleville Senators
Die Belleville Senators sind ein kanadisches Eishockeyfranchise aus Belleville in der Provinz Ontario, das seit der Saison 2017/18 in der American Hockey League (AHL) spielt. Es fungiert als Farmteam der Ottawa Senators aus der National Hockey League und trägt seine Heimspiele in der CAA Arena aus.

## Geschichte
Im Juli 2016 wurde bekannt, dass die Ottawa Senators planen, ihr Farmteam nach Belleville und somit näher an Ottawa heran zu verlegen. Ihr bisheriges Farmteam, die Binghamton Senators, waren im Broome County im US-Bundesstaat New York ansässig und hatten allerdings noch drei Jahre ihres Pachtvertrages in ihrer Heimspielstätte zu erfüllen, sodass bei einer Verlegung des Teams ein gleichwertiger Ersatz vonnöten war. Im September 2016 bestätigte Eugene Melnyk, Eigentümer der Ottawa Senators, das Franchise der Binghamton Senators gekauft zu haben und das Team als Belleville Senators nach Belleville zu verlegen. In der Stadt waren zuvor über 30 Jahre lang die Belleville Bulls in der Ontario Hockey League aktiv gewesen, dessen Yardmen Arena (seit 2018 CAA Arena) nun auch die Senators als Heimspielstätte nutzen. Die Lücke in Binghamton wurde schließlich von den Albany Devils geschlossen, die dort fortan als Binghamton Devils am Spielbetrieb der AHL teilnehmen.
Erster Cheftrainer des Teams wurde Kurt Kleinendorst, der das Franchise bereits seit Sommer 2016 betreute.